# Libnotes (Neolibnotes) obliqua
Libnotes (Neolibnotes) obliqua is een tweevleugelige uit de familie steltmuggen (Limoniidae). De soort komt voor in het Australaziatisch gebied.